# Heteropterys megaptera
Heteropterys megaptera é uma espécie de planta do gênero Heteropterys e da família Malpighiaceae.

## Taxonomia
A espécie foi descrita em 1840 por Adrien-Henri de Jussieu.

## Forma de vida
É uma espécie terrícola e trepadeira.

## Descrição
| Caule                                                                                    | Caule                                                                       |
| ---------------------------------------------------------------------------------------- | --------------------------------------------------------------------------- |
| presença de folha e indumento no ramo                                                    | frondoso/glabro                                                             |
| Folha                                                                                    |                                                                             |
| filotaxia e postura da lâmina                                                            | oposta                                                                      |
| pecíolo indumento e glândula                                                             | glabro/glanduloso no ápice                                                  |
| forma, consistência e cor da lâmina                                                      | coriácea/oblonga                                                            |
| base da lâmina forma                                                                     | cuneada                                                                     |
| ápice da lâmina forma                                                                    | acuminado                                                                   |
| face, tipo e cor do indumento na lâmina                                                  | amba às face/glabro                                                         |
| presença, forma e cor de glândulas na lâmina                                             | ausente                                                                     |
| margem da lâmina                                                                         | plana                                                                       |
| arquitetura da lâmina                                                                    | plana                                                                       |
| Inflorescência                                                                           |                                                                             |
| postura da inflorescência                                                                | ereta                                                                       |
| bráctea bractéola forma e e glândula                                                     | persistente/oval/eglandulosa                                                |
| desenvolvimento do pedicelo                                                              | pedunculado                                                                 |
| Flor                                                                                     |                                                                             |
| postura, glândula e indumento da sépala                                                  | com ápice plano/somente anterior eglandulosa/glândula não decurrente/pilosa |
| tamanho, postura, carena, aromaticidade, unguículo, consistência, cor e margem da pétala | patente/sem carena/unguiculada/membranácea/amarela/com margem/erosa         |
| postura e indumento da antera                                                            | glabra                                                                      |
| tamanho, postura, indumento e ápice do estilete                                          | todo do mesmo tamanho/reto/glabro/com ápice/truncado                        |
| Fruto                                                                                    |                                                                             |
| tamanho, ornamentação e ala lateral do núcleo seminífero                                 | liso                                                                        |

## Conservação
A espécie faz parte da Lista Vermelha das espécies ameaçadas do estado do Espírito Santo, no sudeste do Brasil. A lista foi publicada em 13 de junho de 2005 por intermédio do decreto estadual nº 1.499-R.

## Distribuição
A espécie é encontrada nos estados brasileiros de Bahia, Espírito Santo e Rio de Janeiro.
Em termos ecológicos, é encontrada no domínio fitogeográfico de Mata Atlântica, em regiões com vegetação de floresta ombrófila pluvial.